# Ernst Josephson
Ernst Josephson (Estocolmo, 16 de Abril de 1851 - 22 de Novembro de 1906) foi um pintor sueco de família judaica, que pintava principalmente retratos e a vida quotidiana.
A sua vida foi marcada pela doença, contraiu sífilis ainda novo. No verão de 1888, ele estava começando a ter delírios e alucinações religiosas em que afirmava ser Deus e Cristo.
Instalou-se na Île-de-Bréhat na Bretanha, onde passou o verão anterior com o pintor e gravador Allan Österlind (1855-1938) e sua família. Lá, ele se envolveu com o espiritismo, possivelmente inspirado pelo interesse de Österlind em fenômenos ocultos. Enquanto em seus estados visionários de transe, ele escreveu poemas e criou pinturas mediúnicas que assinou com os nomes de artistas mortos. Algumas de suas obras mais conhecidas e influentes foram criadas durante este período.
Pouco depois, Österlind o levou de volta à Suécia e ele foi internado no Ulleråkers sjukhus, uma instituição mental em Uppsala. Ele permaneceu lá por vários meses. Sua doença mental, causada pela progressão de sua condição, foi diagnosticada como paranoia, mas hoje provavelmente seria chamada de esquizofrenia. Depois de ser liberado, ele continuou a se associar com seus velhos amigos, que fizeram o que puderam para ajudá-lo. Suas pinturas tinham se tornado um tanto distorcidas, mas seus trabalhos anteriores foram exibidos em exposições em Paris e Berlim, graças aos arranjos feitos por Richard Bergh e Georg Pauli, e ele recebeu várias medalhas por eles. Com o passar dos anos, sua saúde física piorou. Primeiro ele sofreu de problemas reumáticos, que o impediam de pintar. Em seguida, ele foi diagnosticado com diabetes, que foi a causa de sua morte em 1906.
Também escreveu poesia, como as coleções Svarta rosor (1888, Rosas Negras) e Gula rosor (1896, Rosas Amarelas). A sua obra mais conhecida, Näcken (1884, a Nix), foi recusada pelo Museu Nacional Sueco, de Estocolmo. O Príncipe Eugénio, Duque da Nerícia, comprou-a em protesto pela decisão.
É avô do actor Erland Josephson.

## Galeria
Obras de Ernst Josephson:

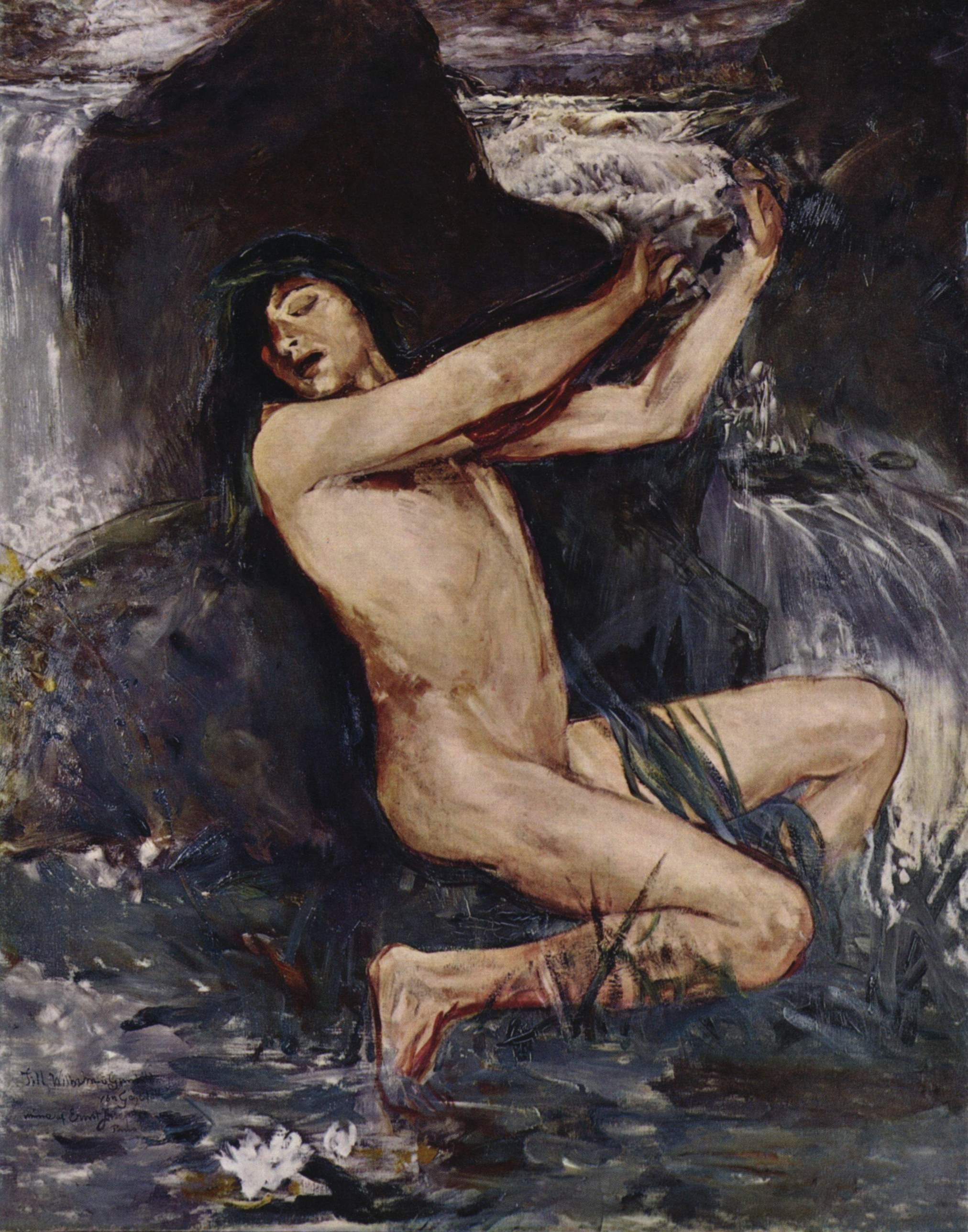
A Nix
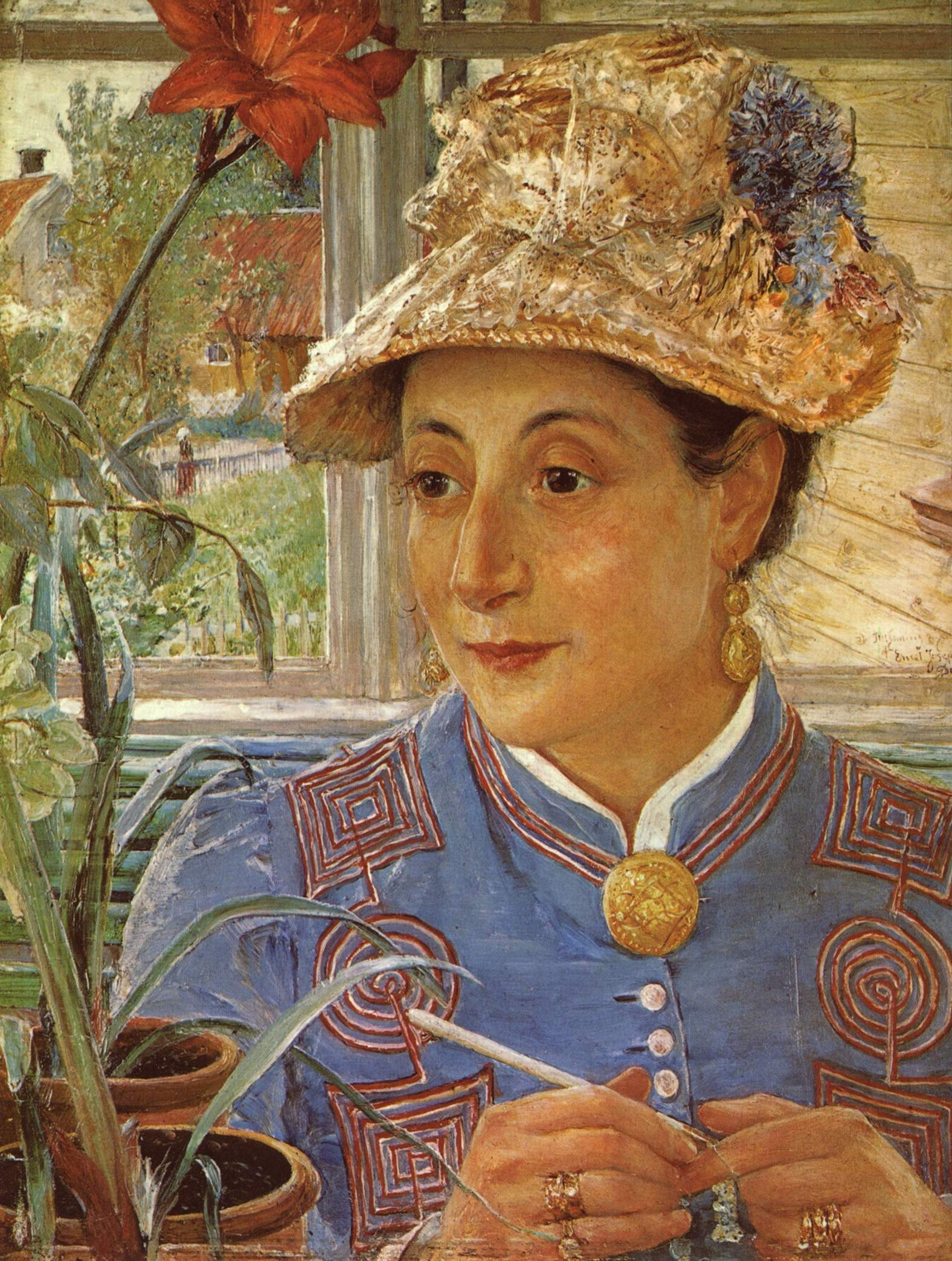
Retrato de Jeanette Rubenson
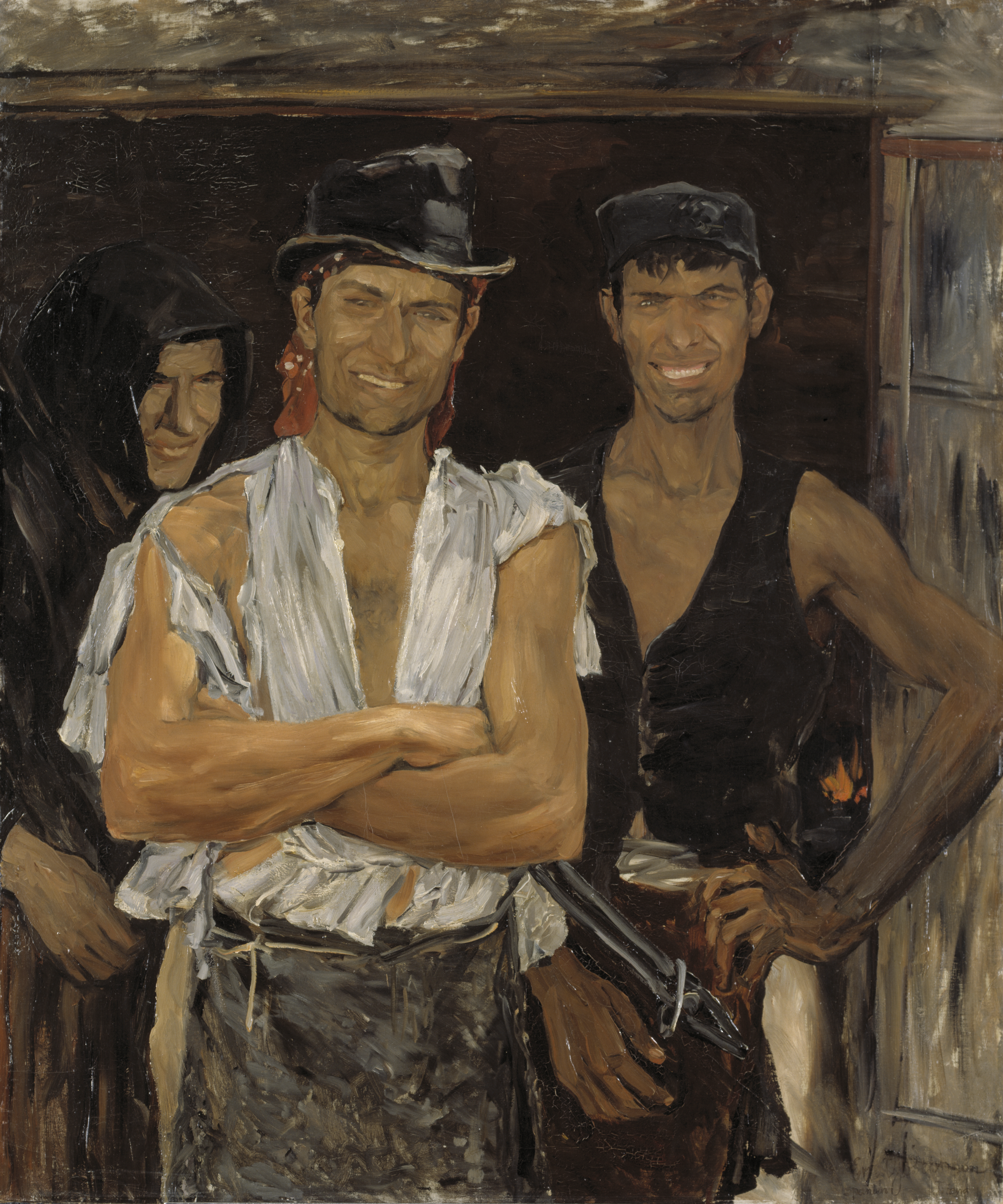
Ferreiros Espanhóis